# Ryde or Die Vol. 1
A Ryde or Die Vol. 1 a Ruff Ryders nevű New York-i rapzenekar albuma, amely 1999. április 27-én jelent meg. A lemez első helyen debütált a Billboard 200 listán és több mint egymillió darabot adtak el belőle az Amerikai Egyesült Államokban.

## Dalok listája
| #  | Cím                   | Szövegíró(k)                                                           | Producer(ek)     | Előadó(k) |
| -- | --------------------- | ---------------------------------------------------------------------- | ---------------- | --- |
| 1  | "Ryde Or Die"         | D. Styles, S. Jacobs , E. Jefferies, J. Philips, M. Smalls, E. Simmons | DJ Clue, Duro    | - Chorus: Styles P, Jadakiss & DMX - Verse 1: Sheek Louch - Verse 2: Jadakiss - Verse 3: Styles P - Verse 4: Eve - Verse 5: Drag-On - Verse 6: DMX |
| 2  | "Down Bottom"         | M. Smalls, T. Gray, K. Dean                                            | Swizz Beatz      | - Intro: Swizz Beatz, Drag-On, Juvenile - Chorus: Swizz Beatz & Juvenile - Verse 1: Drag-On - Verse 2: Juvenile - Verse 3: Drag-On                 |
| 3  | "What Ya Want"        | E. Jefferies, K. Dean                                                  | Swizz Beatz      | - Intro: Eve - All verses: Eve - Chorus: Eve & Nokio                                                                                               |
| 4  | "Jigga My Nigga"      | S. Carter, K. Dean                                                     | Swizz Beatz      | Jay-Z |
| 5  | "Takin' Money (Skit)" |                                                                        |                  | |
| 6  | "Dope Money"          | S. Jacobs, J. Phillips                                                 | P. Killer Trackz | Jadakiss & Styles P |
| 7  | "I'm A Ruff Ryder"    | D. Hall, K. Bruce                                                      | Dave Hall        | Parlé |
| 8  | "Bugout"              | E. Simmons, K. Dean                                                    | Swizz Beatz      | DMX |
| 9  | "Kiss of Death"       | J. Phillips, K. Dean                                                   | Swizz Beatz      | Jadakiss |
| 10 | "The Hood"            | M. Smalls, D. Grant, J. Phillips                                       | Swizz Beatz      | - Intro: Swizz Beatz - Verse 1: Beanie Sigel - Verse 2: Infa-Red - Verse 3: NuChild - Verse 4: Mysonne - Verse 5: Drag-On                          |
| 11 | "Platinum Plus"       | J. Dupri, M. Betha, K. Dean                                            | Swizz Beatz      | - Chorus: Jermaine Dupri & Cross - Verse 1: Jermaine Dupri - Verse 2: Cross - Verse 3: Mase - Outro: Cross                                         |
| 12 | "Buff Ryders (Skit)"  |                                                                        |                  | |
| 13 | "Do That Shit"        | E. Jefferies, K. Dean                                                  | Swizz Beatz      | Eve |
| 14 | "Pina Colada"         | S. Jacobs, C, Rios, K. Dean                                            | Swizz Beatz      | - Verse 1: Sheek Louch - Verse 2: Big Pun - Verse 3: Big Pun - Verse 4: Sheek Louch                                                                |
| 15 | "Some X Shit"         | E. Simmons, K. Dean                                                    | Swizz Beatz      | - Intro, chorus & outro: Swizz Beatz & DMX - All verses: DMX                                                                                       |

## Lista helyezések
| Év   | Lista             | Helyezések |
| ---- | ----------------- | ---------- |
| 1999 | The Billboard 200 | 1          |